# Івковитиця
Івковитиця — річка в Україні, протікає територією Кагарлицького та Обухівського районів Київської області, права притока Бобриці. 
Річка бере початок за 2 км на захід від села Стрітівка. Тече на північ, далі на захід та північний захід у глибокій улоговині. На річці влаштовано 2 ставки, річка має єдину ліву притоку (безіменну). Весь час протікає поза населеними пунктами. Впадає у Бобрицю південніше села Трипілля.